# Anguillaans voetbalelftal (vrouwen)
Het Anguillaans vrouwenvoetbalelftal is een team van vrouwelijke voetballers dat Anguilla vertegenwoordigt bij internationale wedstrijden, zoals de kwalificatiewedstrijden voor het WK en de CONCACAF Gold Cup.

## Wereldkampioenschap historie
Anguilla neemt sinds 2000 deel aan de kwalificatiewedstrijden voor het WK.

## CONCACAF Gold Cup historie
AFA · A-internationals · Anguillaans mannenelftal
· 2004 – 2009 · 2010 – 2019 · 2020 – 2029
Amerikaanse Maagdeneilanden ·
Antigua en Barbuda ·
Aruba ·
Barbados · 
Britse Maagdeneilanden ·
Cuba ·
Curaçao ·
Dominicaanse Republiek ·
Grenada ·
Kaaimaneilanden ·
Mexico ·
Puerto Rico ·
Saint Kitts en Nevis ·
Suriname